# Per Berlin
Per Berlin   (1 d'agost de 1921 - Landskrona, 22 de desembre de 2011) va ser un lluitador suec, que va competir durant les dècades de 1930 i 1940. Combinà la lluita lliure i la lluita grecoromana.
El 1952 va prendre part en els Jocs Olímpics d'Estiu de Hèlsinki, on va guanyar la medalla de plata en la competició del pes wèlter del programa de lluita lliure. Quatre anys més tard, als Jocs de Melbourne, va disputar dues proves del programa de lluita. En la prova del pes wèlter de lluita lliure va guanyar la medalla de bronze, mentre en la de lluita grecoromana fou quart.
En el seu palmarès també destaca una medalla de bronze al Campionat d'Europa de lluita en estil grecoromà.